# ペトス
ペトス（1987年 - ）は、日本の漫画家。男性。東京都府中市在住。

## 来歴
2014年2月にコミティアで初の同人誌を出し、それが漫画編集者の目に止まったことにより、デビューのきっかけとなる。同年9月、『ヤングマガジンサード』（講談社）Vol.1より連載開始した『亜人ちゃんは語りたい』で、連載デビューを果たす。2019年より、同作のスピンオフ『オカルトちゃんは語れない』の連載を開始。2024年、『週刊ヤングマガジン』（同）にて、恵広史が漫画を担当する連載『ゴールデンマン』の原作を務める。

## 作品リスト

### 漫画作品
- 『亜人ちゃんは語りたい』講談社〈ヤンマガKCスペシャル〉全11巻（『ヤングマガジンサード』2014年Vol.1[3] - 2021年Vol.5[6] → 『月刊ヤングマガジン』2021年Vol.6 - 2023年Vol.1[7]） - 連載デビュー作[1]。
- 『オカルトちゃんは語れない』講談社〈ヤンマガKCスペシャル〉全9巻（原作：橋本カヱ、作画：本多創、『ヤングマガジンサード』2019年Vol.2[4] - 2021年Vol.5→『月刊ヤングマガジン』2021年Vol.6 - Vol.12→『ヤンマガWeb』[8]2022年1月29日[9] - 2023年1月7日[9]） - 監修担当[4]。
- 『ゴールデンマン』講談社〈ヤンマガKCスペシャル〉既刊5巻（漫画：恵広史、『週刊ヤングマガジン』2024年13号[5] - 2025年18号[10]→『ヤンマガWeb』2025年4月16日[10] - ） - 原作担当[5]。

### その他
- 『みなみけ』20周年記念イラスト（『週刊ヤングマガジン』2024年27号[11]）